# Sakura (嵐の曲)
『Sakura』（サクラ）は、日本の男性アイドルグループ・嵐の通算45枚目となるシングル。2015年2月25日にジェイ・ストームから発売され、同年3月18日には韓国でも発売された。

## 解説
前作から約9か月ぶりのリリース。
本作は通常盤と初回限定盤があり、初回限定盤には歌詞ブックレットと「Sakura」のビデオクリップとメイキング映像が収録されたDVDが付属となっている。
音楽情報誌「CD＆DLでーた」が、10～30代の男女を対象に調査を基にして「さくらソング」を発表し、「Sakura」が7位にランクインした。また、6位には「サクラ咲ケ」がランクインした。

## チャート成績
2015年3月9日付のオリコンチャートで初週46.5万枚を売り上げて、1位を獲得し、同チャートで「PIKA★★NCHI DOUBLE」から34作連続、通算41作目の1位を記録した。累計売上は52万枚。

## 収録曲

### CD

#### 通常盤
1. Sakura
作詞・作曲：eltvo
編曲：佐々木博史
  - 生田斗真・小栗旬主演 TBS系金曜ドラマ『ウロボロス〜この愛こそ、正義。』主題歌

メンバーが出演しないドラマに主題歌のみで参加するのはこの曲が初[7]。
2. 同じ空の下で
作詞・作曲・編曲：Trevor Ingram
3. more and more
作詞：HYDRANT
作曲：Daniel Sherman, Katerina Bramley, Robert Hanna
編曲：吉岡たく
4. Sakura（オリジナル・カラオケ）
5. 同じ空の下で（オリジナル・カラオケ）
6. more and more（オリジナル・カラオケ）

#### 初回限定盤
1. Sakura
2. Rise and Shine
作詞：100+, mfmsiQ, John World
作曲：Erik Lidbom, youwhich
編曲：石塚知生
3. Rise and Shine（オリジナル・カラオケ）

### DVD
※初回限定盤のみ
1. 「Sakura」ビデオ・クリップ+メイキング

## 収録アルバム
- Japonism（#1）
- 5×20 All the BEST!! 1999-2019（#1）
- ウラ嵐BEST 2012-2015（初回限定盤#2, 通常盤#2, 3）

## 映像作品
Sakura
- ARASHI BLAST in Miyagi
- ARASHI LIVE TOUR 2015 Japonism
- ARASHI LIVE TOUR 2016-2017 Are You Happy?（初回限定盤）
- ARASHI Anniversary Tour 5×20